# Groslay
Groslay är en kommun i departementet Val-d'Oise i regionen Île-de-France i norra Frankrike. Kommunen ligger i kantonen Montmorency som tillhör arrondissementet Sarcelles. År 2022 hade Groslay 8 378 invånare.

## Befolkningsutveckling
Antalet invånare i kommunen Groslay
| Referens: INSEE |